# بتولمايذا
بتولِمايذا : (باليونانية: Πτολεμαΐδα)، (بالإنجليزية:Ptolemaida)، تُلفظ أيضاً «بتوليماييذا» مدينة يونانية ومركز لبلدية تقع في شمال البلاد، وهي تفع في مقاطعة كوزاني التي تتبع إدارياً لـمنطقة (إقليم) مقدونيا الغربية الإدارية.

## الموقع والسكان
تقع المدينة على ارتفاع 605 م. عن مستوى سطح البحر ضمن السهل الذي يشكله نهر إيوردايا الذي يقع بين سلسلتي أسكيو من الجنوب الغربي وَ فيرميو من الشمال الشرقي. تبعد المدينة مسافة 26 كيلومتر عن كوزاني عاصمة مقدونيا الغربية، ومسافة 472 كيلومتر عن أثينا، ويمر منها الطريق الأوربي E65.
بلغ عدد سكان المدينة وحدها (30,017) نسمة حسب إحصائيات عام 2001، وكان عدد السكان (35,539) مع الأراضي البلدية التابعة لها. وبذلك تكون ثاني أكبر مدينة في كل مقدونيا الغربية بعد كوزاني عاصمة هذا الإقليم.

## التسمية
كان المدينة تدعى كايلار (Kaylar) خلال الفترة الـعثمانية، وقد استخدم هذا الاسم أيضاً باللغة اليونانية بصيغة كايلاريا (Kailaria) حتى العام 1927، عندما صدر قانون يقضي بتغيير تسمية المدينة إلى بتولمايذا وذلك نسبة إلى بطليموس الأول، أحد قادة الاسكندر المقدوني.

## التاريخ
وجدت في المنطقة المحيطة بالمدينة آثار قديمة تعود للألفية الخامسة قبل الميلاد (العصر النيوليثي)، وهي عبارة حلي ذهبية، وبقايا 16 بيت ضمن مستوطنات زراعية تعود لذلك العصر.
في الفترة الكلاسيكية ثم الهلنستية، كانت المدينة واقعة ضمن أراضي مملكة مقدون، وقد وجد فيها قبران مقدونيان يعودان للقرن الخامس قبل الميلاد.
أصبحت المدينة في القرون الوسطى تقع ضمن أراضي الدولة الـبيزنطية، ومن ثم وفي عام 1360 سقطت بيد العثمانيين، ومنذ ذلك الوقت استوطنها رعاة أتراك رحّل قدموا من قونيا في الأناضول، وخلال القليل من الوقت أصبحت مدينة تركية خالصة، قدم إليها نبلاء الـسلاجقة الأتراك فأصبحوا السادة الإقطاعيين على المنطقة. كانت البلدة تقسم في الفترة العثمانية إلى جزئين الأول دعي أشاي كايلار (Aşai Kailar) سكن فيه اتباع المذهب الـبكداشي، ودعي الثاني أوكاري كايلار (Ukari Kaylar) سكن فيه أتباع المذهب الـحنفي والـرفاعي.
بدأ عدد السكان الأتراك بالنقصان في القرن الثامن عشر بسبب الهجرة، الأمراض والخدمة الإجبارية.
دخلت القوات اليونانية المدينة في 15 تشرين الأول/أكتوبر من العام 1915 خلال الحرب البلقانية الأولى.
استبدل سكان المدينة الأتراك بمهجري جبال الـبونتس اليونانيون الذين قدموا من الأناضول على إثر الحرب اليونانية-التركية بدءاً من العام 1922م.

## متفرقات
- يعتمد اقتصاد المدينة على الصناعة، وخاصة توليد الـكهرباء، إذ تنتج مع المناطق المحيطة بها أكثر من 70% من نسبة الطاقة الكهربائية المنتجة في اليونان. وأيضاً هي مركز لاستخراج الـليغنيت من الجبال المجاورة.
- يعود أصل نسبة كبيرة من سكان المدينة إلى جبال الـبونتس ، وخاصة من مدينة سورمينه (أراكلي) الواقعة على ساحل البحر الأسود الواقعة في تركيا الحالية، وقد قدم هؤلاء عام 1922 بعد توقيع اتفاقية لوزان، والقيام بالتبادل العرقي بين اليونان وتركيا.
- أهم نادي لكرة القدم في المدينة هو إيوردايكوس، وأيضاً نادي إيه إي بتولمايذا.

## وصلات خارجية
- موقع المدينة الرسمي نسخة محفوظة 14 ديسمبر 2009 على موقع واي باك مشين.